# Isabella van Majorca
Isabella van Majorca (ook: Elisabeth) (1337 – 1403) was titulair koningin van Majorca van 1375 tot haar dood. Ze was de dochter van koning Jacobus III van Majorca en  Constance van Aragón.
Ze erfde haar titel van haar broer Jacobus IV, maar slaagde er niet in haar koninkrijk, waaruit haar vader in 1344 moest vluchten, terug te krijgen.
Isabella huwde tweemaal. Voor de eerste keer trouwde ze op 4 september 1358 te Montpellier met Johan II van Monferrato (1313 – 1372). Uit dit huwelijk kwamen vijf kinderen voort:
- Otto (ca 1360 – 1378), markgraaf van Monferrato 1372-1378
- Johan (ca 1362 – 1381), markgraaf van Monferrato 1378-1381
- Theodoor II (1364 – 1418), markgraaf van Monferrato 1381-1418
- Margaretha († 1420); ∞ (1375) Peter van Aragón (1340 – Balaguer 25 april 1408), graaf van Urgell
- Willem (overleden juni 1400)

Rond 1375 huwde ze (in het geheim) met Koenraad van Reischach en Jungnau. Uit dit huwelijk werd een zoon geboren:
- Michael